# Трохофора
Трохофо́ра (от на гръцки: τροχός — колело и на гръцки: φορός – нося) е свободно плаваща ларва при многочетинестите и кръглите червеи, ехиури, сипункулиди и мекотели. Трохофорната ларва е с микроскопични размери и е част от планктона като същевременно се храни с микроскопични организми от него.
Характерна особеност за трохофората е наличието на пояс от реснически клетки, често наричани в зоологическата литература тр̀охи.